# Тайвек

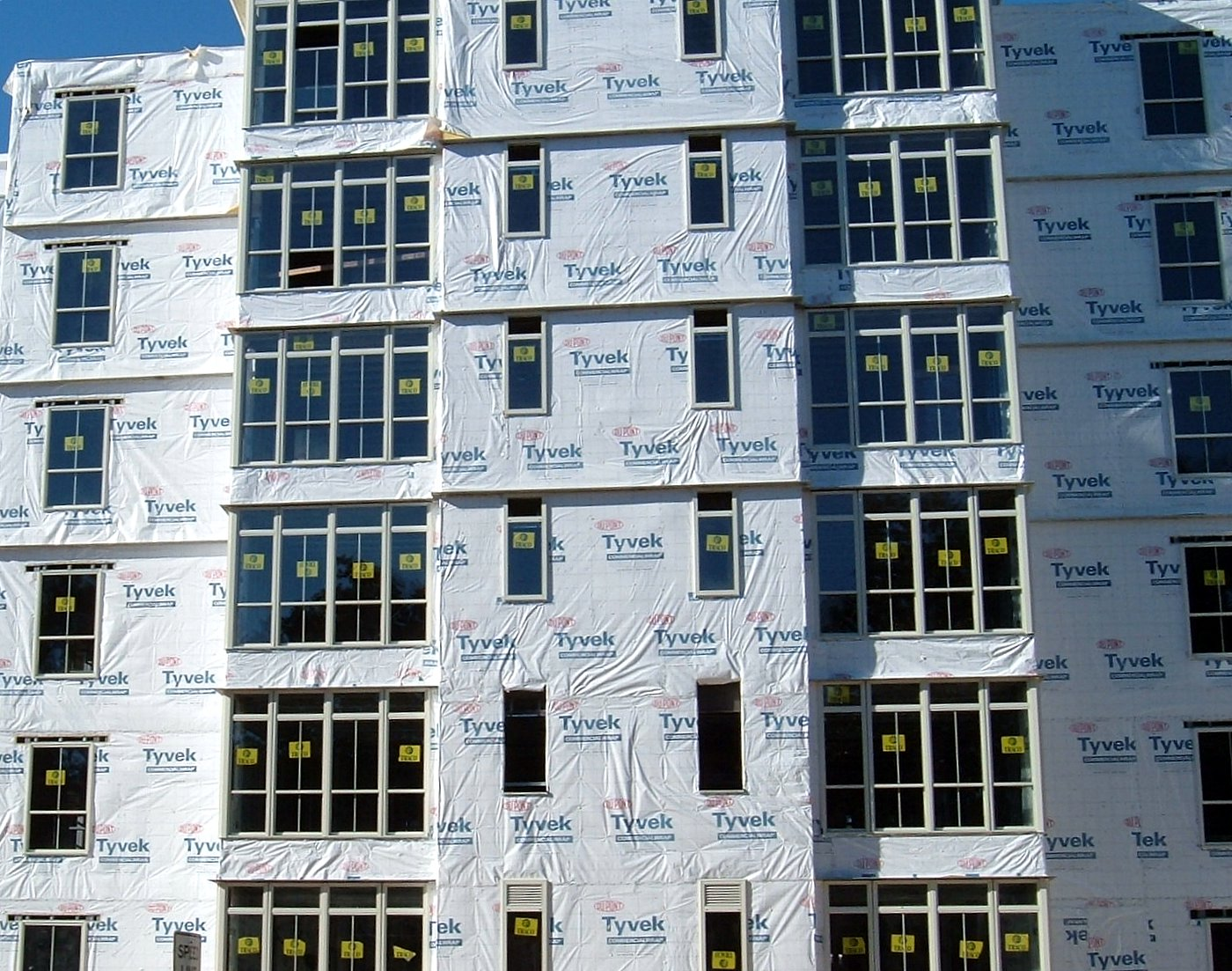
Покриття будинку із матеріалу тайвек

Тайвек (англ. Tyvek [taɪˈvɛk]) — це синтетичний матеріал, який виготовляють із волокон поліетилену високої щільності (HDPE) методом флешспану (англ. flashspun), зареєстрована торгова марка компанії DuPont. Його часто можна побачити як укриття будівель під час будівництва або реконструкції. Матеріал дуже міцний, його важко порвати, але легко розрізати ножицями або ножем. Водяна пара може проходити крізь тканину, але не пропускає воду. Всі ці властивості роблять Тайвек корисним для різного використання.

## Історія
Тайвек — це нетканинний матеріал, який складається із синтетичного волокна, отриманого методом розпилення. Вперше його відкрив дослідник Джим Уайт у 1955 році в компанії DuPont, який побачив поліетиленовий пух, що вилітав із труби в експериментальній лабораторії компанії. У 1965 році була зареєстрована торгова марка, і вже у 1967 році почалося комерційне використання.
За даними із сайту компанії DuPont, товщина волокон складає 0,5—10 мкм (для порівняння: товщина людської волосини 75 мкм). Отримане неструктуроване волокно спочатку скручують, а потім з'єднуються разом температурою і тиском, без зв'язуючих речовин.
Тайвек виготовляється на Спруансових заводах у Річмонді (штат Вірджинія) і в Сандвайлер-Контерні, Люксембург.

## Властивості
Поміж властивостей Тайвеку варто виділити такі:
- Легка вага
- Належить до займистих речовин класу А (важкозаймисті, або незаймисті).
- Хімічна стійкість
- Стабільність
- Непрозорість
- Нейтральний рН
- Стійкий до роздирання

## Адгезія і склеювання
Дюпон рекомендують для склеювання використовувати крохмаль, декстрин, казеїн, інші клеї на основі тваринного походження та більшість синтетичних клеючих речовин, що підкреслює ефективність клеїв як на водній основі, так і швидковисихаючих клеїв як для склеювання тканини Тайвек, так і до інших різних субстратів. Дюпон також вказують, що перераховані нижче клеї також є досить ефективними:
- Синтетичні «сітки» на водній основі
- Етилен/вінілацетат
- Акрилові стрічки, чутливі до тиску
- Однокомпонентні розчинники на основі поліуретану
- Термопластичний клей

Термозварювання також можна використовувати для склеювання тайвеку один до одного, але ця форма обробки має тенденцію до утворення складок, навіть у випадку плоского матеріалу. В деяких випадках для склеювання можна використовувати метод ультразвукового зварювання.

## Використання
- Великі листи тайвеку часто використовують як покриття будівель під час будівельних робіт, щоб забезпечити повітряний бар'єр між зовнішнім облицюванням і рамою, утепленням і т. ін., пропускає водяну пару при обмеженій інфільтрації повітря[5].
- Поштова служба США використовує тайвек для конвертів пріоритетної та експрес-пошти.
- Компанія FedEx також використовує виготовлені з нього конверти для пересилки документів.
- Нова Зеландія використовувала тайвек для виготовлення водійських посвідчень у період із 1986 по 1999 рік[6].
- На Коста-Риці[7], острові Мен[8] і Гаїті[9] робили банкноти із нього. Ці банкноти вже вийшли з обігу і стали об'єктом зацікавлення серед колекціонерів.

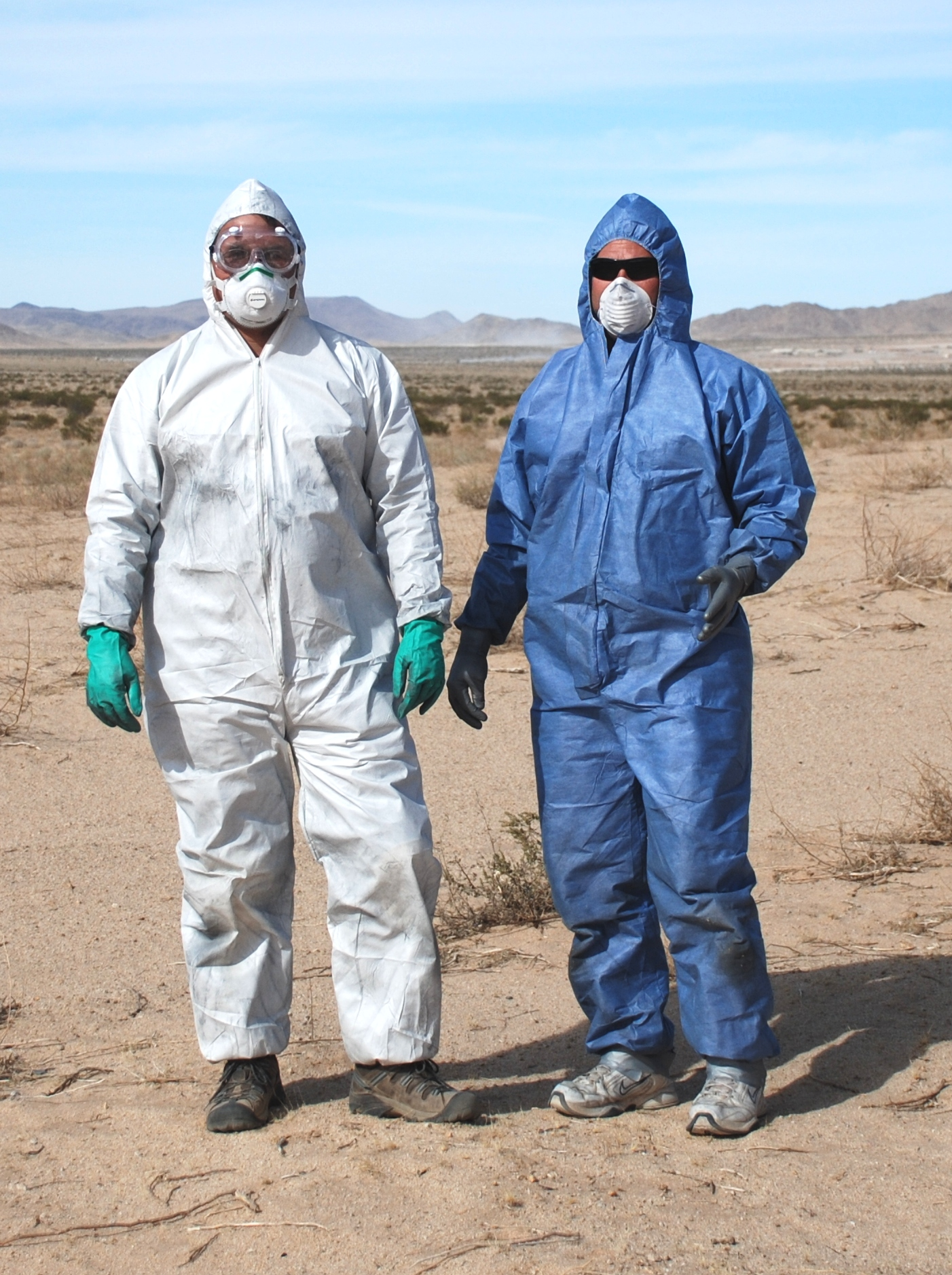
Комбінезони з Тайвеку

- Суцільні комбінізони з тайвеку, часто білого кольору, зазвичай одягають механіки, нафтовики, маляри, ізоляційні монтажники, співробітники лабораторій та чистих приміщень, де потрібен одноразовий одяг. Матеріал також використовується при роботі з деякими небезпечними матеріалами, такими як азбест, та роботи з радіаційними матеріалами, але такий одяг не надає повного захисту, як костюми, призначені для роботи в небезпечних умовах. Тайкем — це дочірня торгова марка тайвеку, матеріал розрахований для більшого захисту від рідин, надто від хімікатів. Дюпон роблять одяг із тайвеку в різних стилях та формах, починаючи від лабораторних фартухів та халатів, аж до повністю закритих комбінезонів із капюшоном та черевиками. Останні використовувалися сухопутними військами Японії як обмежений захист особового складу під час ліквідацій наслідків аварії на АЕС Фукусіми[10].
- В 1976 році будинок моди Fiorucci зробили колекцію одягу з тайвеку[11]. Зовсім недавно розробник та дистриб'ютор модного одягу American Apparel включили до своєї колекції шорти з тайвеку[12]. Рок-гурт Devo відомі також тим, що вдягають спеціальні костюми з тайвеку із чорними еластичними ременями та 3D-окулярами.[джерело?] У 2005 році торгова марка Dynomighty Design[13] випустила гаманець із одного суцільного шматка тайвеку. Спільнота туристів-легкоходів почала використовувати рюкзаки з тайвеку, які надзвичайно міцні та легкі[14]. У 2012 році компанія The Open Company випустила складану карту міста, яку виготовляли на одному листі жорсткішого тайвеку[15].
- Все частіше домашні умільці повторно використовують тайвек для виготовлення захисних чохлів для CD та DVD-дисків, сумок та гаманців-оригамі[16].
- Тайвек також використовують як міцну тканину для виготовлення взуття[17][18][19].
- Тайвек використовують для мішеней у стрільбі з лука, на заміну паперовим мішеням[20].
- Тайвек також використовується для упаковування лабораторного і медичного обладнання, як матеріал, що витримує умови, необхідні для стерилізації обладнання [21].
- Напульсники з тайвеку використовують на фестивалях, зустрічах та інших заходах, де необхідні відповідні заходи захисту[22], а також у лікарнях, курортах, нічних клубах та школах.
- Покриття з тайвеку використовувалося для захисту контрольної системи реакції для захисту портів від води та сміття, коли шатл був виставлений на стартовому майданчику під час останніх років програми Спейс Шаттл[23]. Покриття з тайвеку вибивається одразу після запалення і не створює ризику для обладнання, поки Шатл не летить зі швидкістю, менше ніж 160 км/год.[24]
- Матеріали на основі Tyvek використовуються для захисного шару у стерильній упаковці для шприців, одноразового медичного інструменту та катетерів. Упаковка з тайвеку пропускає повітря, але вміст залишається стерильним. Упаковка відбувається на спеціальних установках для тайвеку[25].
- Тайвек використовується для етикеток на одязі та текстильних виробах, через свою міцність та легку очистку[26].

## Переробка
Хоча зовні тайвек схожий на папір (наприклад, на ньому можна писати або друкувати), але це пластик, і його не можна переробляти разом із папером. Деяка продукція з тайвеку маркується кодом переробки пластику #2 (код для HDPE — поліетилену високої щільності), і її можна збирати та переробляти разом із пластиковими пляшками. Дюпон запустили програму в США, і одноразовий одяг, комбінезони, лабораторні халати, медична упаковка та інший безпечний одноразовий одяг із матеріалу тайвек буде перероблятися так само, як і програма утилізації для конвертів.